# Александер Кольб
Александер Ганс Вільгельм Кольб (нім. Alexander Hans Wilhelm Kolb; 12 травня 1891, Майнц — 4 квітня 1963, Дармштадт) — німецький воєначальник, генерал-лейтенант люфтваффе.

## Біографія
14 лютого 1909 року вступив в Прусську армію. Учасник Першої світової війни. 25 травня 1920 року вступив в поліцію. 1 жовтня 1935 року перейшов в люфтваффе і був призначений командиром батальйону 10-го, 1 квітня 1936 року — батальйону 25-го, 1 жовтня 1937 року — 13-го зенітного полку. З 1 квітня 1938 року — вищий командир зенітної артилерії 3.
З 1 липня 1938 року — командир 2-го командування ППО в Штеттіні (з 1 липня 1939 року — 6-те командування ППО в Ганновері), з 1 лютого 1940 року — командування ППО 11-ї повітряної області, з 25 травня 1940 року — 8-го командування ППО. З 1 липня 1940 року — офіцер для особливих доручень при Імперському міністерстві авіації і головнокомандувачі люфтваффе. 31 травня 1943 року звільнений у відставку.

## Звання
- Фанен-юнкер (14 лютого 1909)
- Фенріх (18 жовтня 1909)
- Лейтенант (18 червня 1910)
- Оберлейтенант (25 лютого 1915)
- Гауптман (18 жовтня 1917)
- Гауптман поліції (25 травня 1920)
- Майор поліції (1 квітня 1931)
- Оберстлейтенант поліції (1 квітня 1935)
- Оберстлейтенант (1 жовтня 1935)
- Оберст (1 березня 1936)
- Генерал-майор (1 січня 1939)
- Генерал-лейтенант (1 листопада 1940)

## Нагороди
- Залізний хрест 2-го і 1-го класу
- Медаль «За відвагу» (Гессен)
- Почесний хрест ветерана війни з мечами
- Медаль «За вислугу років у Вермахті» 4-го, 3-го, 2-го і 1-го класу (25 років)
- Застібка до Залізного хреста 2-го і 1-го класу